# Marie-Élisabeth Joly
Marie-Élisabeth Joly, död 1798, var en fransk skådespelare. 
Hon var engagerad vid Comédie-Française i Paris mellan 1781 och 1798. 
Hon var en populär subrettskådespelare. 